# Bredbladig blomkålssvamp
Bredbladig blomkålssvamp (Sparassis laminosa) är en svampart som beskrevs av Fr. 1836. Bredbladig blomkålssvamp ingår i släktet Sparassis och familjen Sparassidaceae.  Arten är reproducerande i Sverige. Inga underarter finns listade i Catalogue of Life.

## Källor

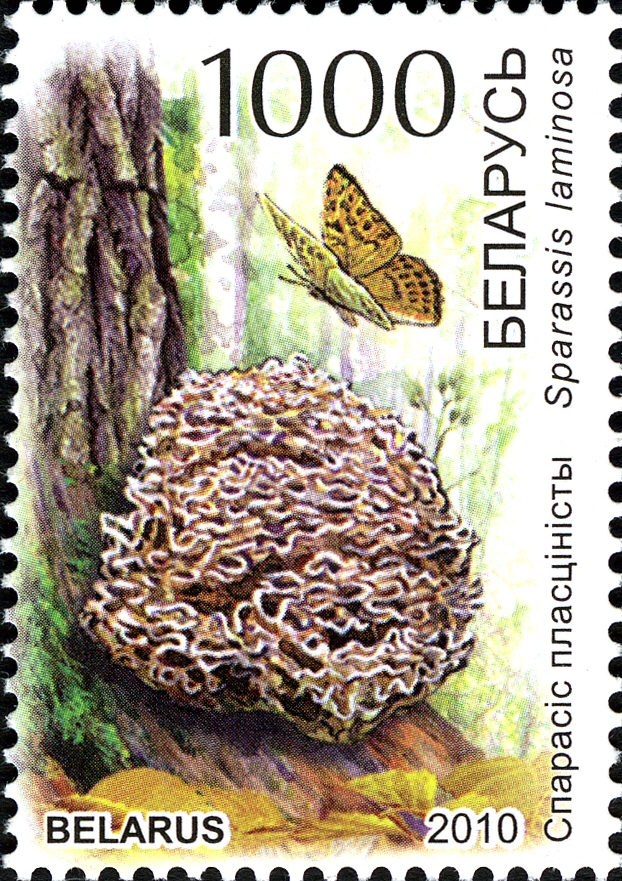